# Glenwood City (Wisconsin)
Glenwood City es una ciudad ubicada en el condado de St. Croix en el estado estadounidense de Wisconsin. En el Censo de 2010 tenía una población de 1.242 habitantes y una densidad poblacional de 192,66 personas por km².

## Geografía
Glenwood City se encuentra ubicada en las coordenadas 45°3′25″N 92°10′16″O / 45.05694, -92.17111. Según la Oficina del Censo de los Estados Unidos, Glenwood City tiene una superficie total de 6.45 km², de la cual 6.45 km² corresponden a tierra firme y (0%) 0 km² es agua.

## Demografía
Según el censo de 2010, había 1.242 personas residiendo en Glenwood City. La densidad de población era de 192,66 hab./km². De los 1.242 habitantes, Glenwood City estaba compuesto por el 97.67% blancos, el 0.08% eran afroamericanos, el 0.08% eran amerindios, el 0.48% eran asiáticos, el 0% eran isleños del Pacífico, el 0.56% eran de otras razas y el 1.13% pertenecían a dos o más razas. Del total de la población el 1.93% eran hispanos o latinos de cualquier raza.